# Shure SM 7

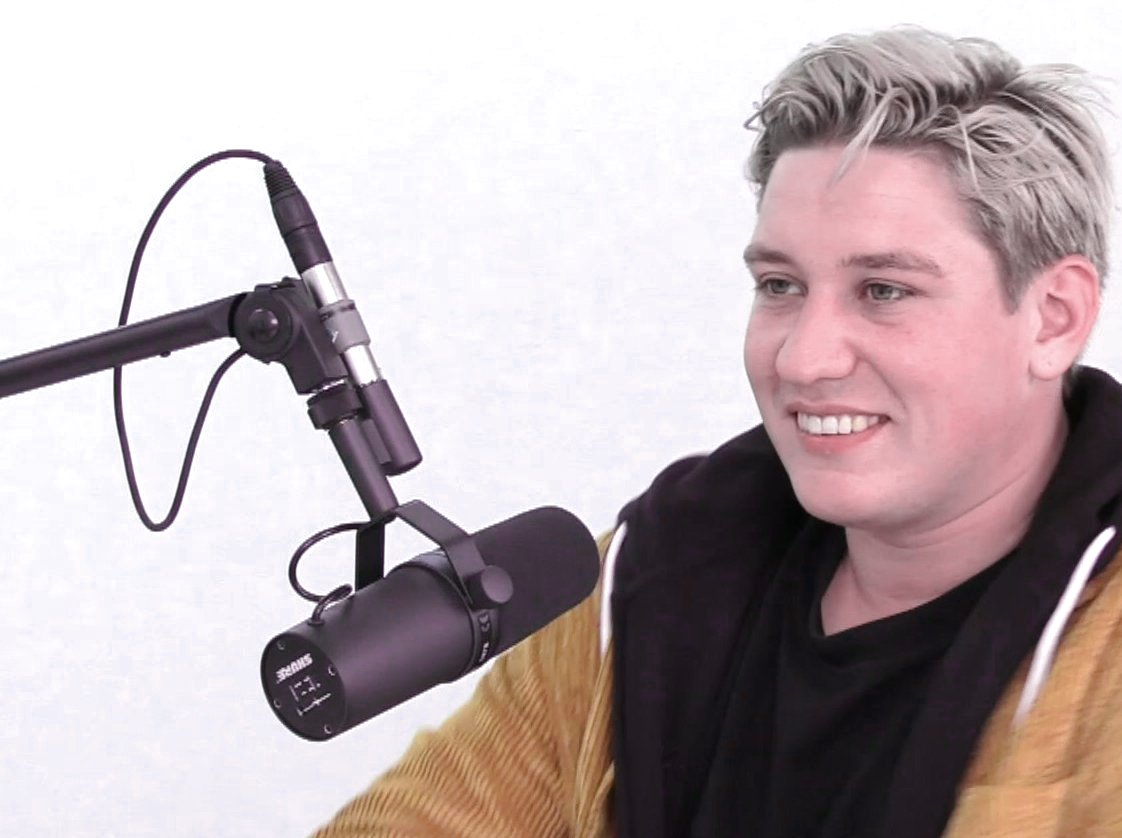
Marius Bear con un microfono Shure SM 7 B

Lo Shure SM7 è un microfono dinamico cardioide professionale, comunemente utilizzato nelle applicazioni di broadcasting dal 1973. Progettato dalla Shure, è stato descritto come un microfono di norma tecnica del settore, "iconico" per il suo suono focalizzato e direzionale e la sua diffusa adozione in radio, televisione e registrazione studi. Nel 2007-2008, il modello SM7B è diventato popolare per il podcasting professionale.

## Storia

### 1939-1975: Le origini tecniche dell' SM 7
La Shure progettò il trasduttore Unidyne nel 1939, quindi lo ha notevolmente migliorato nel 1959, sulla base della ricerca e dello sviluppo dell'ingegnere Shure Ernie Seeler. Sei anni dopo apparve il più piccolo Unidyne III, progettato da Seeler per essere il trasduttore all'interno della serie di microfoni SM, inclusi i popolari SM 56, SM 57 e SM 58, utilizzati dal vivo sul palco e in studio di registrazione. "SM" sta per "Microfono da studio".
Adattando l'elemento Unidyne III per una maggiore risposta ai bassi, Seeler ha progettato nel 1966 il microfono grande e pesante SM 5, destinato ad applicazioni di trasmissione come per gli annunciatori nelle stazioni radio e negli studi televisivi. Nel 1973, l'SM 5 è stato aggiornato e ridotto di dimensioni per diventare l'SM 7, ampiamente adottato in radio e TV, ma occasionalmente utilizzato negli studi di registrazione. Rispetto all' SM 57, l'SM 7 ha una risposta in frequenza più piatta (più neutra), ma ha anche due interruttori incassati per personalizzare la curva di risposta. Un interruttore è un filtro passa alto per ridurre il rombo delle basse frequenze e l'altro è una riduzione delle frequenze medie per attenuare e appiattire il picco di "presenza" intrinseco dell'SM 7.

### 1975-2000: Applicazioni ed evoluzioni dell' SM 7
In campo musicale, la voce di Mick Jagger dei Rolling Stones fu registrata a metà degli anni '70 con due microfoni, un SM 7 e un microfono a condensatore, scegliendo l'uno o l'altro durante il missaggio oppure usandoli in combinata.
L'ingegnere-produttore Bruce Swedien ha utilizzato diversi microfoni tra cui l'SM 7 per registrare la voce di Michael Jackson per Thriller nel 1982. L'SM7 era l'unico microfono vocale su P.Y.T. (Pretty Young Thing), ed è stato probabilmente usato per Billie Jean, secondo gli appunti di ripresa di Swedien. Swedien possedeva sei SM 7 ed era un grande fan del suo suono. Ha anche usato l'SM 7 nel 1981 per James Ingram che cantava Just Once. L'l'ingegnere Michael Barbiero scelse invece l' SM 7 in combinazione con altri microfoni per Whitney Houston nel 1983-1984, ascoltato nel suo album di debutto del 1985
Grazie alla sua capacità di gestire un'elevata gamma dinamica, l' SM 7 è stato utilizzato per i cantanti heavy metal. L'album del 1982 The Number of the Beast degli Iron Maiden utilizzava un SM 7 per la voce di Bruce Dickinson. Ma anche nel rock alternativo: la voce di Anthony Kiedis dei Red Hot Chili Peppers in Give It Away è stata registrata in un SM 7 nel 1991
In campo televisivo l'SM 7 è stato immortalato all'inizio degli anni '90 nella serie sulla città immaginaria di Cicely, in Alaska intitolata Un medico tra gli orsi con il deejay radiofonico della KHBR Chris Stevens (John Corbett) che forniva commenti e narrazioni per ogni episodio. Il microfono è stato utilizzato senza il paravento, rivelando la griglia metallica estesa che protegge l'elemento del microfono. La tipica stazione radiofonica monta il microfono in questo modo, appeso a un robusto braccio che si estende sull'area di lavoro.
Nel 1999 il modello SM 7 A è apparso con una schermatura aggiuntiva contro le interferenze elettromagnetiche (ad esempio dai CRT televisivi) e nel 2001 il modello SM 7 B ha aggiunto un parabrezza più grande per ridurre le consonanti occlusive.
Se Sheryl Crow usò un SM 7 nell'album del 1998 The Globe Sessions, il bassista-ingegnere Michael Bradford ha messo un SM 7 davanti a Kid Rock per l'album The History of Rock nel 2000; Bradford aveva conosciuto le qualità dell' SM 7 grazie a Gerard Smerek che lo usava su Bob Seger e Anita Baker. Invece Bob Dylan registrò con questo microfono, a cominciare da Love and Theft progettato da Chris Shaw nel 2001.
Nel 2001-2003, l' SM 7 è stato utilizzato per registrare la voce del cantante-chitarrista James Hetfield per l'album dei Metallica St. Anger, come si vede nel documentario Metallica: Some Kind of Monster. L'album Black Ice del 2008 degli AC/DC è stato supervisionato dal produttore Mike Fraser che ha scelto l' SM 7 per la voce "crooning" di Brian Johnson. Altre registrazioni che utilizzano l' SM 7 includono Jack White degli White Stripes che hanno lavorato con l'ingegnere Joe Chiccarelli a partire da Icky Thump nel 2007.

### 2005-in poi: L'SM 7 nel mondo del podcast

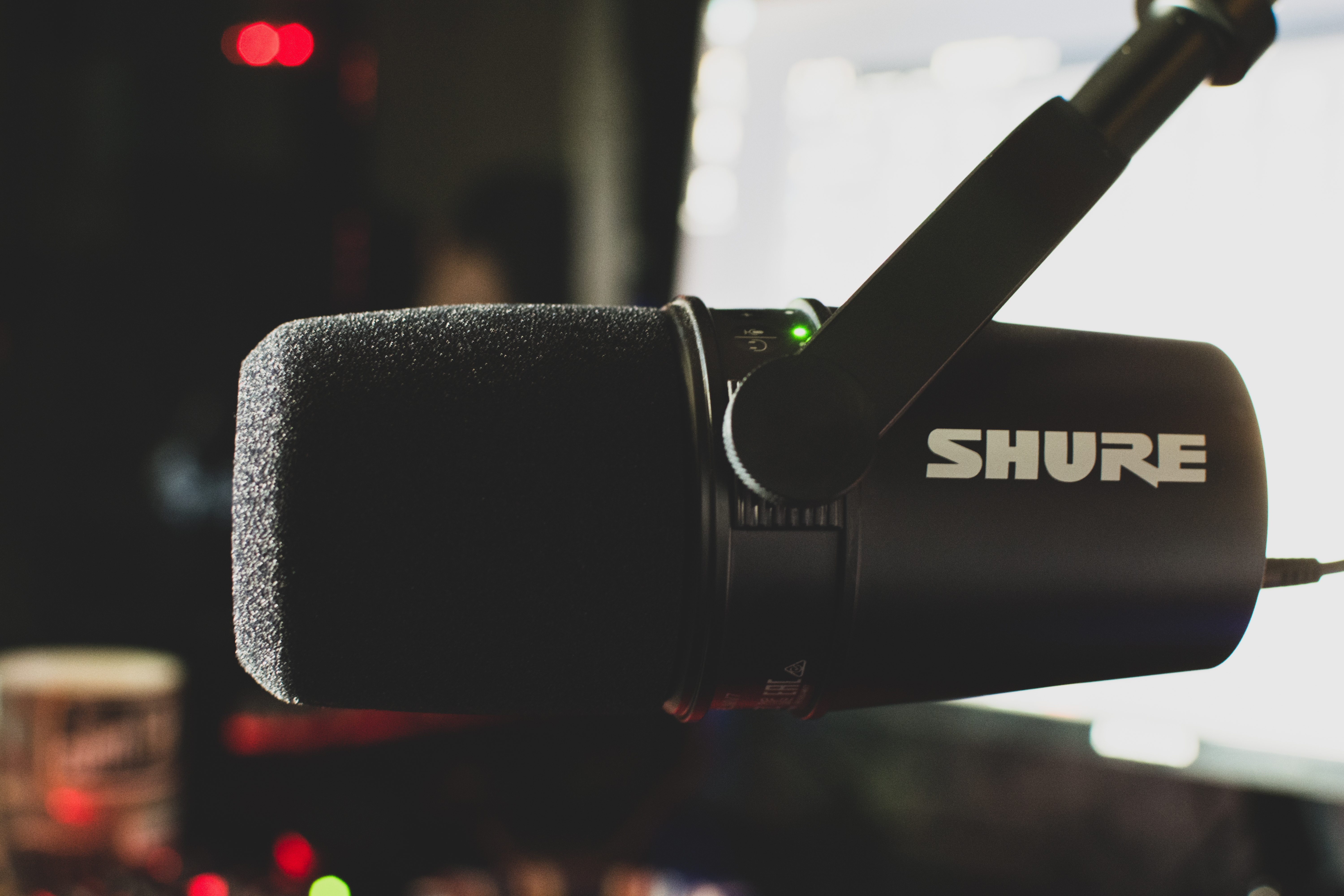
Microfono Shure MV 7

L'SM7 era in gran parte sconosciuto al di fuori dei circoli audio professionali fino a quando non iniziò ad essere utilizzato per i podcast a metà degli anni 2000. I primi podcaster hanno condiviso idee per le apparecchiature e SM7B ha guadagnato un nuovo pubblico. Il microfono è stato utilizzato per i podcast di 99% Invisible, The Joe Rogan Experience, My Favorite Murder, WTF with Marc Maron, Snap Judgment, Song Exploder e altri. La Shure ha visto così un forte aumento delle vendite. Nel 2014, player e streamer hanno iniziato a utilizzare SM 7 B, compreso il gamer Shroud.
Il podcast Twenty Thousand Hertz ha dedicato un episodio all'SM 7 nel maggio 2021, scritto da Andrew Anderson, definendolo un microfono "iconico" con un suono altamente direzionale.
Il successo dell'SM7B nelle applicazioni di podcasting professionale ha portato Shure a ideare un nuovo microfono per podcaster e streamer domestici. Nel 2020, Shure ha introdotto il modello Shure MV 7, mantenendo lo stile dell' SM 7 ma riducendolo nelle dimensioni, progettando un elemento trasduttore completamente nuovo con maggiore isolamento acustico e dotandolo di circuiti audio digitali attivi, collegandoli tramite cavo USB. L'MV7 ha rapidamente conquistato un'ampia fetta del mercato dei podcast domestici[16] ed è stato nominato miglior microfono per podcast dalla rivista Rolling Stone nel 2021.

## Utilizzo professionale

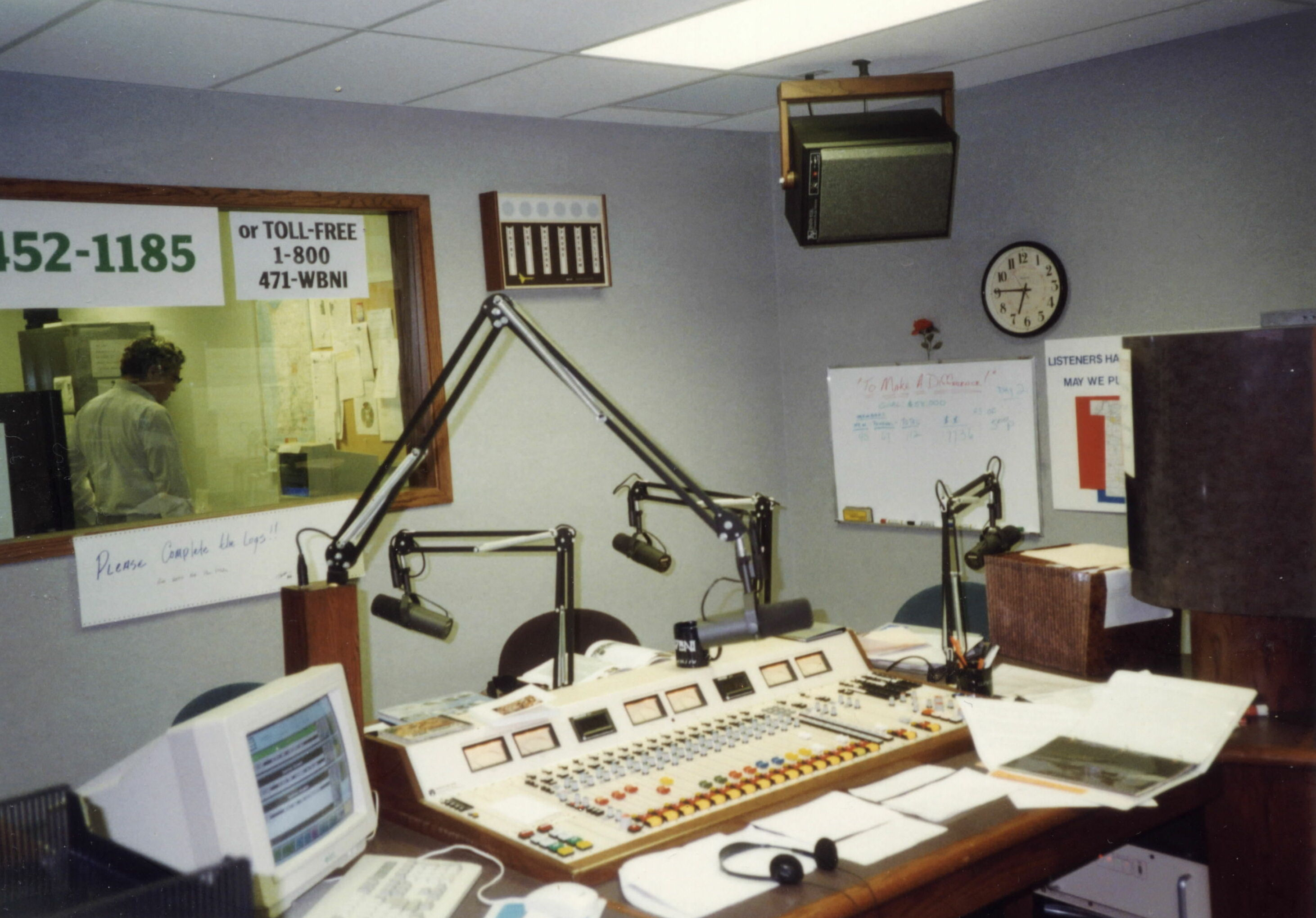
Radio station WBNI-FM with four SM7s on boom arms

Lo Shure SM 7 è uno dei tre microfoni più utilizzati e popolari nelle stazioni radiofoniche e televisive, molto utilizzato da deejay e annunciatori. Gli altri due sono l'americano Electro-Voice RE20 (1968) e il tedesco Sennheiser MD 421 (1960). I modelli Sennheiser ed Electro-Voice sono ampiamente utilizzati sul palco dei concerti e negli studi di registrazione.
L'ampia risposta in frequenza dell'SM7 e la sua capacità di resistere a un livello di elevata pressione acustica (SPL), hanno portato gli ingegneri del suono a utilizzarlo in studio di registrazione, per captare una varietà di sorgenti come fiati, voci, chitarra elettrica e basso elettrico, amplificatori per chitarra e parti della batteria, in particolare la grancassa.
L'SM7 era in gran parte sconosciuto al di fuori dei circoli audio professionali fino a quando non iniziò ad essere utilizzato per i podcast a metà degli anni 2000.

## Specifiche tecniche: SM 7 B
Risposta in frequenza50 to 20,000 Hz
Polaritàcardioide
Sensività (a 1.000 Hz voltaggio a circuito aperto)−59 dBV/Pa (1.12 mV)
Impedenza150 ohms
PolaritàLa pressione positiva sul diaframma produce una tensione positiva sul pin 2 rispetto al pin 3
Connettorea tre pin XLR maschio
SwitchesBass-rolloff (filtro passa alto) e boost di fascia media
Peso765,4 grammi (27,00 oz)